# Динко Шимуновић
Динко Шимуновић (1873 — 1933) био је хрватски новелиста раздобља модерне књижевности.
Рођен је у Книну, гдје је провео дјетињство. Радио је као учитељ у селима Далматинске загоре и Цетинске крајине и управо из тих средина је највише црпио теме за своја дела.
Аутор је неколико књига приповедака. Поједине Шимуновићеве новеле врхунска су остварења у хрватској књижевности. Спојем народног и уметности, за чим је готово узалуд тежила старија хрватска приповетка, остварио је потпуно посебан тип новеле.

## Одабрана дела
- Мркодол
- Ђердан
- Младост
- Алкар
- Туђинац
- Породица Винчић
- Дуга
- Са Крке и Цетине
- Муљка
- Марица или Мари Џејн